# Університет Родса
33°18′49″ пд. ш. 26°31′11″ сх. д. / 33.313611111111° пд. ш. 26.519722222222° сх. д.
Університет Родса (англ. Rhodes University, афр. Rhodes Universiteit) — південноафриканський державний дослідницький університет, розташований у місті Маханда у Східній Капській провінції. Це один із чотирьох університетів у провінції.
Університет, заснований у 1904 році, є найстарішим університетом провінції, а також шостим найстарішим південноафриканським університетом, який постійно працює, йому передували Університет Вільної Держави (1904), Університет Вітватерсранда (1896), Університет Південно Африки (1873) як Університет мису Доброї Надії, Стелленбоський університет (1866) і Кейптаунський університет (1829). Заклад був заснований у 1904 році як Університетський коледж Родса, названий на честь Сесіла Родса, завдяки гранту від Фонду Родса. У 1918 році він став установчим коледжем Університету Південної Африки, перш ніж стати незалежним університетом у 1951 році.

## Історія
Хоча пропозиція заснувати університет у Гремстауні була зроблена ще в 1902 році, фінансові проблеми, викликані прикордонними війнами в Олбані, завадили реалізації цієї пропозиції. У 1904 році прем'єр-міністр Капської колонії Леандер Старр Джеймсон випустив університету привілейовані акції на суму 50 000 фунтів стерлінгів від Rhodes Trust. Завдяки цьому фінансуванню Університетський коледж Родосу був заснований актом парламенту від 31 травня 1904 року.
На початку 1905 року коледж переїхав із тісних кварталів у Сент-Ендрюс до будівлі Дростді, яку він купив у британського уряду . Родс став установчим коледжем нового університету Південної Африки в 1918 році, і він продовжував збільшуватися в розмірах. Коли в 1947 році розглядалося майбутнє Університету Південної Африки, Родс вирішив стати незалежним університетом.
Університет Родса був урочисто відкритий 10 березня 1951 року. Сер Безіл Шонланд, син Зельмара Шонланда, став першим ректором своєї альма-матер, а доктор Томас Алті — першим віце-канцлером. Відповідно до Закону про приватні права університету Родосу, університетський коледж Форт-Гейр був філією університету Родса. Ця взаємовигідна домовленість тривала, поки уряд апартеїду не вирішив відокремити Форт-Гейр від Родоса.
У 1963 році Джеймс Гіслоп змінив Алті. У 1971 році Родс домовився про купівлю закритого педагогічного коледжу, яким керували сестри Спільноти Воскресіння нашого Господа, включно з будівлями та територіями та рядом прилеглих будівель, сприяючи подальшому розширенню.

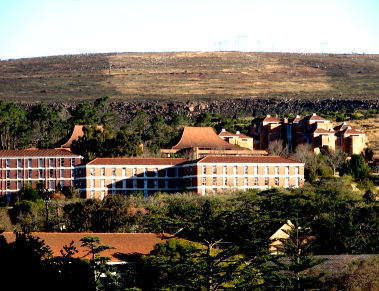
Kimberley Hall наразі є одним із дев'яти будівель кампусу.